# 藤原勝紀
藤原 勝紀（ふじわら かつのり、1944年 - ）は、日本の臨床心理学者・臨床心理士。京都大学名誉教授。日本心理臨床学会理事長。前放送大学京都学習センター所長。教育学博士。徳島県生まれ。

## 経歴
- 九州大学教育学部卒業。
- 九州大学大学院教育学研究科博士課程退学。
- 九州大学講師・助教授・教授を経て、京都大学大学院教育学研究科臨床実践指導学講座教授。
- 2020年から日本心理臨床学会理事長。

## 栄典
- 2023年4月 瑞宝中綬章[1][2]